# 劉勳 (正德進士)
劉勳（？—？），字紹功，號約齋，福建興化府莆田縣人，明朝政治人物。

## 生平
正德八年（1513年）癸酉科福建鄉試舉人，正德九年（1514年）聯捷甲戌科二甲四十七名進士。授刑部主事，改吏部，因丁憂去職。嘉靖初年，守喪期滿復官。大禮議時，參與左順門事件，被廷杖。歷吏部員外郎、考功司郎中，為桂蕚、方獻夫所不喜，調南京禮部郎中，嘉靖八年（1529年）九月升山东按察司佥事，歷升广东布政使司左参议，十三年六月升湖广按察司副使，升四川右參政，十七年七月升四川按察使，平定巨寇李和尚之亂。陞四川右布政使，十八年十月轉升湖广左布政使。嘉靖十九年（1540年）十月升顺天府尹。十二月升遷都察院右副都御史、巡撫寧夏地方，二十年正月考察罢职，引疾歸。

## 家族
曾祖劉武，字士憲，宣德五年庚戌進士。